# Seif-Eddine Houmine
Seif-Eddine Houmine, né le 24 juin 1989 à Oujda, est un pratiquant marocain de jiu-jitsu brésilien. 

## Biographie
Seif-Eddine Houmine grandit au Maroc et pratique durant sa jeunesse le lancer du marteau. Il concourt ensuite au niveau national en judo et en rugby à XV avant d'arrêter le sport pour se consacrer à ses études.
A 17 ans, il rejoint la France. 
À partir de 21 ans, il commence la pratique du jiu-jitsu brésilien au sein de l'académie Jackson Paulo à Lille, ville où il vit. Il y décroche sa ceinture bleue avant de rejoindre Paris et continuer sa formation en JJB au sein de la Grappling Fight Team (GFTeam).
Évoluant dans la catégorie des poids lourds réunissant les athlètes de plus de 94 kg (207 lb), il remporte la médaille d'or en ne-waza des Jeux mondiaux le 27 juillet 2017 à Wroclaw en Pologne, une première pour un combattant marocain et africain.
Il est également lors de ces Jeux médaillé de bronze toutes catégories.
Il est sacré à trois reprises champion du monde ( à Bogota en 2017 et à Abou Dabi en 2019 et 2021).
Il est également médaillé d'argent mondial à Malmö en 2018.